# Saint-Gervais-les-Trois-Clochers
Saint-Gervais-les-Trois-Clochers és un municipi francès situat al departament de la Viena i a la regió de la Nova Aquitània. L'any 2007 tenia 1.323 habitants.

## Demografia

### Població
El 2007 la població de fet de Saint-Gervais-les-Trois-Clochers era de 1.323 persones. Hi havia 522 famílies de les quals 124 eren unipersonals (62 homes vivint sols i 62 dones vivint soles), 203 parelles sense fills, 174 parelles amb fills i 21 famílies monoparentals amb fills.
La població ha evolucionat segons el següent gràfic:
Habitants censats

### Habitatges
El 2007 hi havia 633 habitatges, 530 eren l'habitatge principal de la família, 41 eren segones residències i 61 estaven desocupats. 578 eren cases i 34 eren apartaments. Dels 530 habitatges principals, 397 estaven ocupats pels seus propietaris, 120 estaven llogats i ocupats pels llogaters i 13 estaven cedits a títol gratuït; 22 tenien una cambra, 25 en tenien dues, 105 en tenien tres, 157 en tenien quatre i 222 en tenien cinc o més. 425 habitatges disposaven pel capbaix d'una plaça de pàrquing. A 215 habitatges hi havia un automòbil i a 241 n'hi havia dos o més.

### Piràmide de població
La piràmide de població per edats i sexe el 2009 era:
| Homes | Edats   | Dones |
| ----- | ------- | ----- |
| 0     | 95 o +  | 16    |
| 0     | 90 a 94 | 12    |
| 8     | 85 a 89 | 44    |
| 4     | 80 a 84 | 20    |
| 20    | 75 a 79 | 24    |
| 28    | 70 a 74 | 28    |
| 20    | 65 a 69 | 24    |
| 44    | 60 a 64 | 48    |
| 16    | 55 a 59 | 12    |
| 60    | 50 a 54 | 36    |
| 64    | 45 a 49 | 40    |
| 28    | 40 a 44 | 36    |
| 60    | 35 a 39 | 32    |
| 56    | 30 a 34 | 40    |
| 36    | 25 a 29 | 40    |
| 16    | 20 a 24 | 28    |
| 36    | 15 a 19 | 36    |
| 48    | 10 a 14 | 24    |
| 44    | 5 a 9   | 32    |
| 32    | 0 a 4   | 28    |

## Economia
El 2007 la població en edat de treballar era de 770 persones, 589 eren actives i 181 eren inactives. De les 589 persones actives 531 estaven ocupades (288 homes i 243 dones) i 58 estaven aturades (17 homes i 41 dones). De les 181 persones inactives 63 estaven jubilades, 50 estaven estudiant i 68 estaven classificades com a «altres inactius».

### Ingressos
El 2009 a Saint-Gervais-les-Trois-Clochers hi havia 514 unitats fiscals que integraven 1.265,5 persones, la mediana anual d'ingressos fiscals per persona era de 16.120 €.

### Activitats econòmiques
Dels 58 establiments que hi havia el 2007, 1 era d'una empresa extractiva, 4 d'empreses alimentàries, 1 d'una empresa de fabricació de material elèctric, 2 d'empreses de fabricació d'altres productes industrials, 8 d'empreses de construcció, 13 d'empreses de comerç i reparació d'automòbils, 2 d'empreses de transport, 4 d'empreses d'hostatgeria i restauració, 2 d'empreses financeres, 3 d'empreses immobiliàries, 8 d'empreses de serveis, 6 d'entitats de l'administració pública i 4 d'empreses classificades com a «altres activitats de serveis».
Dels 16 establiments de servei als particulars que hi havia el 2009, 1 era una gendarmeria, 1 oficina de correu, 1 una oficina bancària, 1 paleta, 1 guixaire pintor, 2 fusteries, 3 electricistes, 2 perruqueries, 1 veterinari, 2 restaurants i 1 saló de bellesa.
Dels 5 establiments comercials que hi havia el 2009, 1 era una botiga de més de 120 m², 2 fleques, 1 una carnisseria i 1 una floristeria.
L'any 2000 a Saint-Gervais-les-Trois-Clochers hi havia 44 explotacions agrícoles que ocupaven un total de 2.464 hectàrees.

## Equipaments sanitaris i escolars
L'únic equipament sanitari que hi havia el 2009 era una farmàcia.
El 2009 hi havia 1 escola maternal i 1 escola elemental. Saint-Gervais-les-Trois-Clochers disposava d'un col·legi d'educació secundària amb 308 alumnes.

## Poblacions més properes
El següent diagrama mostra les poblacions més properes.